# Liste des résolutions du Conseil de sécurité des Nations unies adoptées en 1991
Les résolutions du Conseil de sécurité des Nations unies sont les décisions qui sont votées par le Conseil de sécurité des Nations unies.
Une telle résolution est acceptée si au moins neuf des quinze membres (depuis le 17 décembre 1963, 11 membres avant cette date) votent en sa faveur et si aucun des membres permanents qui sont la Chine, les États-Unis, la France, le Royaume-Uni et l'Union soviétique (la Russie depuis 1991) n'émet de vote contre (qui est désigné couramment comme un veto).

## Résolutions 684 à 689
- Résolution 684 : Israël-Liban (adoptée le 30 janvier 1991).
- Résolution 685 : Irak-république islamique d'Iran  (adoptée le 31 janvier 1991).
- Résolution 686 : Irak-Koweït  (adoptée le 2 mars 1991).
- Résolution 687 : sur la fin de la guerre du Golfe, décide entre autres que l'Irak devra accepter inconditionnellement la destruction [...] de toutes les armes chimiques, bactériologiques et biologiques [...] et de tous [...] les missiles balistiques d'une portée supérieure à 150 km  (adoptée le 3 avril 1991).
- Résolution 688 : Irak (adoptée le 5 avril 1991).
- Résolution 689 : Irak-Koweït (adoptée le 9 avril 1991).

## Résolutions 690 à 699
- Résolution 690 : création de la Mission des Nations unies pour l'organisation d'un référendum au Sahara occidental (adoptée le 29 avril 1991).
- Résolution 691 : Amérique centrale (adoptée le 6 mai 1991).
- Résolution 692 : Irak-Koweït  (adoptée le 20 mai 1991).
- Résolution 693 : El Salvador  (adoptée le 20 mai 1991).
- Résolution 694 : territoires occupés par Israël  (adoptée le 24 mai 1991).
- Résolution 695 : Israël-République arabe syrienne  (adoptée le 30 mai 1991).
- Résolution 696 : Angola  (adoptée le 30 mai 1991).
- Résolution 697 : Chypre  (adoptée le 14 juin 1991).
- Résolution 698 : Chypre (adoptée le 14 juin 1991).
- Résolution 699 : Irak (adoptée le 17 juin 1991).

## Résolutions 700 à 709
- Résolution 700 : Irak-Koweït (adoptée le 17 juin 1991).
- Résolution 701 : Israël-Liban (adoptée le 31 juillet 1991).
- Résolution 702 : nouveaux membres : république populaire démocratique de Corée / république de Corée (adoptée le 8 août 1991).
- Résolution 703 : nouveau membre : États fédérés de Micronésie (adoptée le 9 août 1991).
- Résolution 704 : nouveau membre : Îles Marshall (adoptée le 9 août 1991).
- Résolution 705 : Irak (adoptée le 15 août 1991).
- Résolution 706 : Irak-Koweït (adoptée le 15 août 1991).
- Résolution 707 : Irak (adoptée le 15 août 1991).
- Résolution 708 : Cour internationale de justice (adoptée le 28 août 1991).
- Résolution 709 : nouveau membre : Estonie (adoptée le 12 septembre 1991).

## Résolutions 710 à 719
- Résolution 710 : nouveau membre : Lettonie (adoptée le 12 septembre 1991).
- Résolution 711 : nouveau membre : Lituanie (adoptée le 12 septembre 1991).
- Résolution 712 : Irak (adoptée le 19 septembre 1991).
- Résolution 713 : république fédérative socialiste de Yougoslavie (adoptée le 25 septembre 1991).
- Résolution 714 : El Salvador (adoptée le 30 septembre 1991).
- Résolution 715 : Irak (adoptée le 11 octobre 1991).
- Résolution 716 : Chypre (adoptée le 11 octobre 1991).
- Résolution 717 : Cambodge (adoptée le 16 octobre 1991).
- Résolution 718 : Cambodge (adoptée le 31 octobre 1991).
- Résolution 719 : Amérique centrale (adoptée le 6 novembre 1991).

## Résolutions 720 à 725
- Résolution 720 : élection du secrétaire général (adoptée le 21 novembre 1991).
- Résolution 721 : république fédérative socialiste de Yougoslavie (adoptée le 27 novembre 1991).
- Résolution 722 : Israël-République arabe syrienne (adoptée le 29 novembre 1991).
- Résolution 723 : Chypre (adoptée le 12 décembre 1991).
- Résolution 724 : république fédérative socialiste de Yougoslavie (adoptée le 15 décembre 1991).
- Résolution 725 : Sahara occidental (adoptée le 31 décembre 1991).